# Loctudy

Loctudy este o comună în departamentul Finistère, Franța. În 1 ianuarie 2022 avea o populație de 4.043 de locuitori.